# 新田一景
新田 一景（にった いっけい、1998年4月23日 - ）は、石川県白山市出身の水球選手。ブルボンウォーターポロクラブ柏崎所属。株式会社ブルボン勤務。ゴールキーパー以外の複数のポジションをこなす。
2024年パリオリンピックに水球男子日本代表選手として出場した。

## 来歴
金沢市立工業高校、新潟産業大学卒業。高校時代はインターハイ・国体で2冠を獲得。2015年にアジアエージグループ選手権、2016年に水球世界ユース選手権の代表に選ばれた。大学では2019年夏季ユニバーシアードに日本代表として出場し、日本は第5位となった。
2023年世界水泳選手権に水球日本代表として出場。新型コロナウイルス感染症の世界的流行により2023年に延期された2022年アジア競技大会に代表として出場、日本は水球男子53年ぶりの優勝を果たし、パリオリンピック出場権を獲得した。2024年世界水泳選手権でも水球日本代表として出場。2024年パリオリンピックで五輪代表に初めて選ばれる。水球男子日本代表は通算1勝4敗で予選リーグ敗退した。五輪後の2024年8月時点ではブルボンに籍を置きながらオランダのクラブに所属していたが、9月にドイツのクラブに移籍する旨を発表した。2025年には2025年FINA男子水球ワールドカップ (Division 1) に日本代表として出場、日本は6位となった。